# Steffen Thoresen
Steffen Thoresen (født 3. juni 1985 i Oslo) er en norsk ishockey spiller, der fra og med 2020 spiller frem for Manglerud/Star i Fjordkraftligaen. Thoresen spillede for de svenske klubber  Färjestad jr og Skåre BK som ung, før han rejste til Storhamar i 2004 og debuterede for A-holdet mod  Frisk Asker Tigers i september samme år. I 2007 spillede han 22 kampe for  Växjö Lakers i Hockeyallsvenskan, og senere på sæsonen gik han til Vålerenga Ishockey. I 2013 underskrev han for den norske eliteserieklub Lørenskog IK, hvor han spillede indtil 2017, da han vendte tilbage til Storhamar Dragons.
Steffen Thoresen er søn af træner  Petter Thoresen og lillebror til Patrick Thoresen.

## Klubber
- Storhamar Hockey
- Lørenskog Ishockeyklubb
- Färjestad jr
- Skåre BK
- Växjö Lakers
- Vålerenga Ishockey